# Paul Metz
Paul Metz (ur. 17 listopada 1892 w Kopenhadze, zm. 8 września 1975 w Gentofte) – duński hokeista na trawie. 
Na letnich igrzyskach olimpijskich w Antwerpii (1920) wraz z drużyną zdobył srebrny medal.